# Gammaherpesvirinae
Die Gammaherpesvirinae bilden eine Unterfamilie der Virusfamilie Orthoherpesviridae. Aufgrund ihrer besonderen Eigenschaft, bei der Vermehrung in Lymphozyten diese zur Teilung anzuregen, werden die Gammaherpesvirinae auch als „Lymphoproliferative Virusgruppe“ bezeichnet. Mitbedingt durch diese Eigenschaft können Gammaherpesviren im Gegensatz zu Alpha- und Betaherpesviren maligne Erkrankungen mit-auslösen (z. B. EBV: Burkitt-Lymphom, HHV-8: Kaposi-Sarkom).

## Systematik
Sie besteht aus folgenden Gattungen (mit wichtigsten Virusspezies, Stand November 2023):
- Gattung: Bossavirus

- Spezies: Delphinid gammaherpesvirus 1 (wiss. Bossavirus delphinidgamma1)

- Gattung: Lymphocryptovirus mit Epstein-Barr-Virus (Details siehe dort)

- Gattung: Macavirus[3]

- Spezies: Alcelaphine gammaherpesvirus 1 (alias Alcelaphine herpesvirus 1, wiss. Macavirus alcelaphinegamma1, infiziert Kuhantilopen, ehem. Typusspezies)
- Spezies: Alcelaphine gammaherpesvirus 2 (alias Alcelaphine herpesvirus 2)
- Spezies: Bovine gammaherpesvirus 6 (wiss. Macavirus bovinegamma6)
- Spezies: Caprine gammaherpesvirus 2 (wiss. Macavirus caprinegamma2, infiziert Ziegenartige)
- Spezies: Hippotragine gammaherpesvirus 1 (wiss. Macavirus hippotraginegamma1)
- Spezies: Ovine gammaherpesvirus 2 (wiss. Macavirus ovinegamma2)
- Spezies: Suid gammaherpesvirus 3 (alias Suid Herpesvirus 3, SuHV3, wiss. Macavirus suidgamma3)
- Spezies: Suid gammaherpesvirus 4 (alias Suid Herpesvirus 4, SuHV4, wiss. Macavirus suidgamma4)
- Spezies: Suid gammaherpesvirus 5 (alias Suid Herpesvirus 5, SuHV5, wiss. Macavirus suidgamma5)

- Gattung: Manticavirus

- Spezies: Phascolarctid gammaherpesvirus 1 (wiss. Manticavirus phascolarctidgamma1)
- Spezies: Vombatid gammaherpesvirus 1 (wiss. Manticavirus vombatidgamma1)

- Gattung: Patagivirus

- Spezies: Vespertilionid gammaherpesvirus 3 (wiss. Patagivirus vespertilionidgamma3)

- Gattung: Percavirus[7]

- Spezies: Equid gammaherpesvirus 2 (alias Equines Herpesvirus 2, EHV2, wiss. Percavirus equidgamma2, ehem. Typusspezies)
- Spezies: Equid gammaherpesvirus 5 (alias Equines Herpesvirus 5, EHV5, wiss. Percavirus equidgamma5)
- Spezies: Felid gammaherpesvirus 1 (wiss. Percavirus felidgamma1)
- Spezies: Mustelid gammaherpesvirus 1 (wiss. Percavirus mustelidgamma1)
- Spezies: Phocid gammaherpesvirus 3 (alias Harp seal herpesvirus, wiss. Percavirus phocidgamma3)
- Spezies: Hufeisennasen-Gammaherpesvirus 1 (wiss. Percavirus rhinolophidgamma1, infiziert die Große Hufeisennase Rhinolophus ferrumequinum)
- Spezies: Vespertilionid gammaherpesvirus 1 (wiss. Percavirus vespertilionidgamma1)

- Gattung: Rhadinovirus mit Herpesvirus saimiri (Details siehe dort)

- keiner Gattung zugewiesene Spezies innerhalb der Unterfamilie Gammaherpesvirinae:

- Spezies: Equid gammaherpesvirus 7
- Spezies: Phocid gammaherpesvirus 2
- Spezies: Saguinine gammaherpesvirus 1